# Goldstonetheorem
Das Goldstone-Theorem ist ein Theorem der theoretischen Physik, das in der Festkörperphysik und der Quantenfeldtheorie angewendet wird. Es besagt, dass in Theorien mit spontan gebrochener Symmetrie masselose Teilchen auftreten:
- Ist die gebrochene Symmetriegruppe eine Gruppe über dem üblichen Zahlenraum, so gehorchen diese Teilchen der Bose-Einstein-Statistik und werden daher als Goldstone- oder auch Nambu-Goldstone-Bosonen bezeichnet.
- Ist eine näherungsweise Symmetrie zusätzlich explizit gebrochen, so treten Teilchen mit geringer Masse auf, die als Pseudo-Goldstone-Bosonen interpretiert werden können.
- Basiert die Symmetrie auf einer Superalgebra (Supersymmetrie), so treten auch Teilchen auf, die der Fermi-Dirac-Statistik genügen; solche Teilchen bezeichnet man als Goldstone-Fermionen.

Die Goldstone-Bosonen wurden von Yoichiro Nambu im Rahmen von Untersuchungen der Supraleitung entdeckt. Jeffrey Goldstone arbeitete die Theorie weiter aus  und erweiterte sie auf das Gebiet der Quantenfeldtheorie.

## Festkörperphysik
Eine Anwendung des Goldstone-Theorems in der Festkörperphysik betrifft den Ferromagnetismus: In ferromagnetischen Materialien sind die Gesetze, die sie beschreiben, invariant unter Drehungen im Raum. Oberhalb der Curie-Temperatur ist die Magnetisierung gleich Null – also ebenfalls invariant unter räumlichen Drehungen. Unterhalb der Curie-Temperatur hat die Magnetisierung jedoch einen konstanten, von Null verschiedenen Wert und zeigt in eine bestimmte Richtung, die Vorzugsrichtung; die Invarianz (Symmetrie) unter räumlichen Drehungen ist also gebrochen. In diesem Fall sind die Goldstone-Bosonen Magnonen: Quasiteilchen, die eine magnetische Spinwelle repräsentieren.

## Teilchenphysik
Spontane Symmetriebrechung in der Teilchenphysik ist äquivalent dazu, dass die Lagrangedichte der Theorie invariant unter der Operation einer Symmetriegruppe ist, der Vakuumzustand jedoch nicht. Für jeden gebrochenen Generator der Symmetriegruppe entsteht ein zusätzliches Teilchen in der Theorie. Die Masse des Goldstone-Bosons ist durch die Symmetrie geschützt; es wird durch Quantenkorrekturen kein Masseterm generiert. Alle Goldstone-Bosonen des Standardmodells tragen Spin 0 und Parität −1, sind also pseudoskalare Bosonen.
Ist eine globale Symmetrie gebrochen, so erscheinen die Goldstone-Bosonen als physikalisch beobachtbare Teilchen im Teilchenzoo. Dies ist der Fall bei der näherungsweisen Symmetriebrechung in der Quantenchromodynamik, in der die Pionen die Quasi-Goldstone-Bosonen darstellen.
Ist eine lokale Eichsymmetrie gebrochen, so treten die Goldstone-Bosonen nicht als beobachtbare Teilchen auf. Mit der unitären Eichung kann stets eine Eichung gewählt werden, in der die Goldstone-Bosonen entkoppeln, d. h. inert sind und keiner Wechselwirkung unterliegen. Aufgrund des Higgs-Mechanismus verleiht die spontane Symmetriebrechung den Eichbosonen ihre Masse, und es treten ebenso viele massive Eichbosonen wie Goldstone-Bosonen auf. Daher spricht man auch von den zu den Eichbosonen korrespondierenden Goldstone-Bosonen. Im Rahmen des Goldstone-Boson-Äquivalenztheorems entsprechen die Goldstone-Bosonen den longitudinalen Moden der massiven Eichbosonen; im Fachjargon wird dies so bezeichnet, dass die Eichbosonen die Goldstone-Bosonen „aufessen“.
Im Rahmen der Störungstheorie und deren Visualisierung mithilfe von Feynman-Diagrammen treten die Goldstone-Bosonen als virtuelle Teilchen auf, die propagieren. Die Feynman-Regeln weisen diesen virtuellen Goldstone-Bosonen je nach Eichung eine Masse zu:
- in der unitären Eichung haben die Goldstone-Bosonen eine unendlich große Masse;
- die Eichung, die die Goldstone-Bosonen masselos belässt, heißt Landau-Eichung;
- in der Feynman-Eichung, in der der Propagator der massiven Eichbosonen strukturell identisch zu dem der masselosen Eichbosonen ist, besitzen die Goldstone-Bosonen dieselbe Masse wie die korrespondierenden Eichbosonen.

Die Goldstone-Fermionen der supersymmetrischen Theorien heißen Goldstinos. Im Fall globaler Symmetrie ist dies ein gewöhnliches Teilchen, bei lokaler Symmetrie verleiht es analog zum Higgs-Mechanismus dem Gravitino seine Masse. Die bosonischen Superpartner der Goldstinos heißen Sgoldstinos.

### Beispiel: Chirale Symmetriebrechung in der QCD
Ein Beispiel für Goldstone-Bosonen in der Quantenchromodynamik (QCD) sind die Pionen: die Masse der beiden leichten u- und d-Quarks sind im Vergleich zur Massenskala der starken Wechselwirkung nahezu 0, sodass die starke Wechselwirkung eine näherungsweise globale {\displaystyle SU(2)_{L}\times SU(2)_{R}}-Symmetrie besitzt (eine chirale Symmetrie, die links- und rechtshändige Felder unabhängig voneinander transformiert), d. h., sie ist invariant unter der Transformation
{\displaystyle {\begin{pmatrix}u_{L}\\d_{L}\end{pmatrix}}\mapsto U{\begin{pmatrix}u_{L}\\d_{L}\end{pmatrix}},}
{\displaystyle {\begin{pmatrix}u_{R}\\d_{R}\end{pmatrix}}\mapsto V{\begin{pmatrix}u_{R}\\d_{R}\end{pmatrix}},}
wobei {\displaystyle U} und {\displaystyle V} voneinander unabhängige {\displaystyle SU(2)}-Matrizen sind.
Das QCD-Vakuum bricht diese Symmetrie spontan, im Teilchenspektrum beobachtet man nur eine {\displaystyle SU(2)}, die links- und rechtshändige-Komponenten gleichzeitig dreht (d. h., die Matrizen {\displaystyle U} und {\displaystyle V} in obiger Transformation müssen identisch sein. Diese verbleibende {\displaystyle SU(2)_{L+R}}-Symmetrie ist als Isospin-Symmetrie bekannt). Die Pionen spielen die Rolle der Goldstone-Bosonen.
Da u- und d-Quarks jedoch nicht exakt masselos sind (nur dann lassen sich links- und rechtshändige Quarkfelder unabhängig voneinander transformieren), ist die {\displaystyle SU(2)_{L}\times SU(2)_{R}}-Symmetrie nicht nur spontan, sondern auch explizit gebrochen, sodass auch die Pionen nicht exakt masselos sind.
Allerdings ist ihre Masse sehr klein im Vergleich zur Masse von Proton oder Neutron ({\displaystyle m_{\pi ^{+}}/m_{p^{+}}=0{,}15}) und insbesondere erheblich kleiner als zu erwarten wäre, wenn man Konstituenten zählt: Ein Pion ist als Meson aus einem Quark-Antiquark-Paar zusammengesetzt, während ein Proton oder Neutron als Baryonen aus jeweils drei Quarks bestehen; ein Pion sollte naiv gerechnet also ca. {\displaystyle 2/3} der Masse eines Protons oder Neutrons besitzen.
Dieser Effekt tritt in abgeschwächter Form auch bei den Kaonen auf, also bei Mesonen mit einem ebenfalls zu den leichten Quarks gezählten Strange-Quark: Sie sind nur ungefähr halb so schwer wie das Λ-Baryon oder die Σ-Baryonen.